# Bocairent (kommun)
Bocairent är en kommun i Spanien.   Den ligger i provinsen Província de València och regionen Valencia, i den östra delen av landet, 300 km sydost om huvudstaden Madrid. Antalet invånare är 4 456. Arean är 97 kvadratkilometer. Bocairent gränsar till Agres, Alcoy, Alfafara, Banyeres de Mariola, Cocentaina och Ontinyent. 
Terrängen i Bocairent är kuperad.